# Nóvaia Moskvà
Nóvaia Moskvà (en rus: Новая Москва) és un poble del krai de Primórie, a l'Extrem Orient de Rússia, que el 2013 tenia 85 habitants.